# Poá
Poá è un comune del Brasile nello Stato di San Paolo, parte della mesoregione Metropolitana de São Paulo e della microregione di Mogi das Cruzes. È considerato un luogo di cura e turistico.

## Storia
Il comune è stato creato nel 1948 con legge statale.

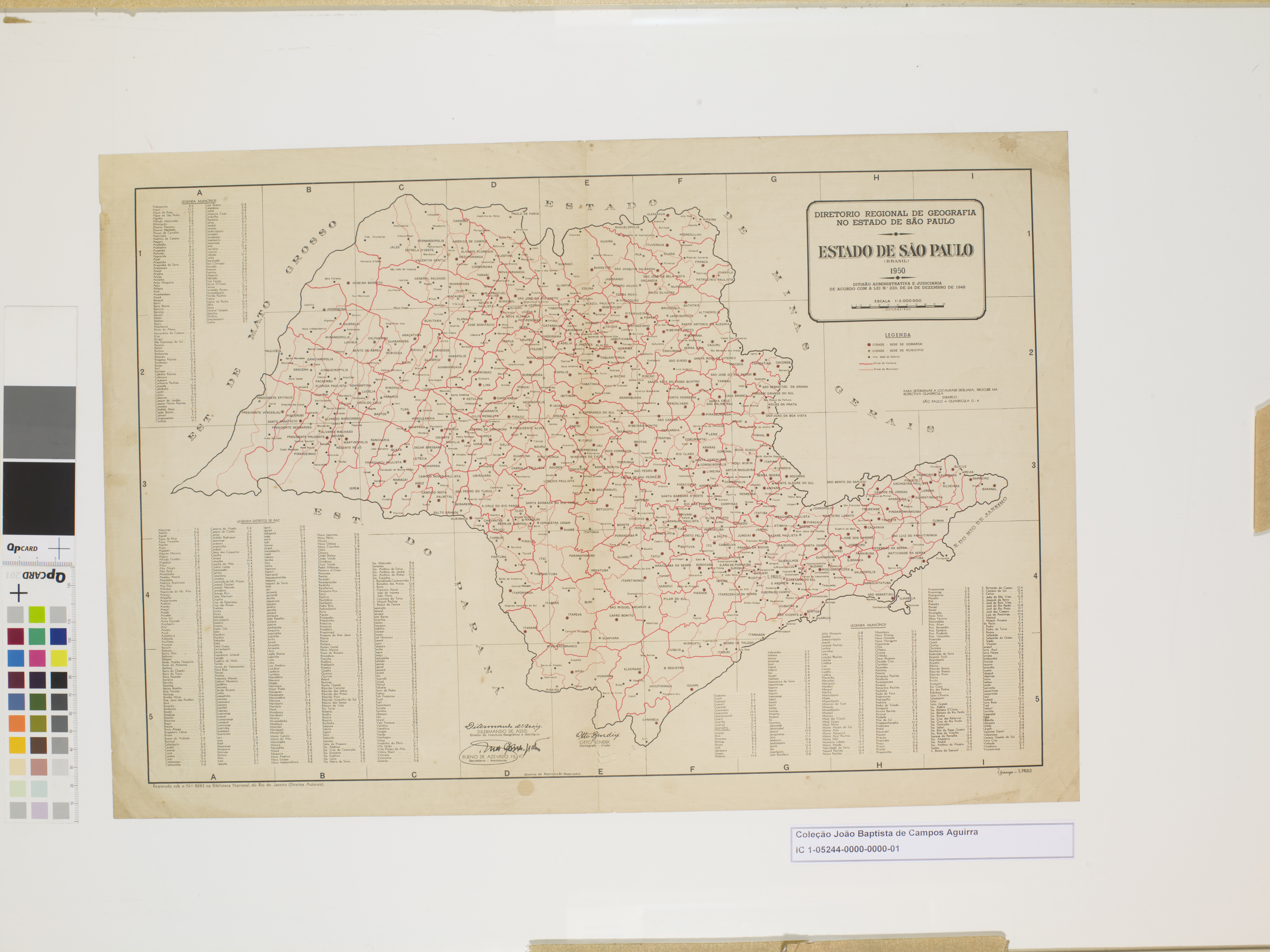
Mappa dello stato di San Paolo (1948).

## Aspetto generale
È uno degli undici centri termali ufficiali dello Stato del San Paolo. Questo riconoscimento garantisce ai Comuni brasiliani una maggiore dotazione finanziaria da parte dello Stato per lo sviluppo del turismo regionale. Inoltre, il Comune acquisisce il diritto di aggiungere il suo nome accanto alla ragione sociale della Spa. Il settore più importante di Poá sono i servizi, in quanto la creazione di industrie inquinanti venne ostacolata a partire dal 1970, anno in cui il centro divenne riconosciuto ad esclusiva vocazione termale e turistica.
Pur non essendo la regione più ricca, Poá supera i comuni adiacenti in molti indicatori sociali, dimostrando così che la crescita economica della città è più equa e sostenibile che in altre, e che la sua popolazione vive una qualità una vita migliore, approfittando di strutture pubbliche, scuole, parchi e strutture sanitarie, ed il miglior e uniforme consumo di carburante. Negli ultimi anni la città ha raggiunto oltre ai consueti indicatori sociali, un miglior punteggio nell'Indice di Sviluppo Umano (HDI), nell'indice di sviluppo del bambino (CDI) e nell'Indice di Educazione allo Sviluppo di base (IDEB). In questo Poá supera tutti i comuni della regione. Nel 2007 venne considerata una delle città più sicure dello stato del San Paolo, in particolare il 5°, dietro solo a São Caetano do Sul, Barueri, Caieiras e Mogi das Cruzes.
Poá ha nel corso degli anni ha raggiunto elevati standard di vita: nel rispetto per la legge di responsabilità fiscale, per gli investimenti in progetti sociali e di infrastrutture, di progetti per l'assistenza sociale, per gli anziani, bambini, adolescenti, nella formazione professionale, aumentando il numero di aziende e imprese commerciali. Inoltre vi è stata una sostanziale intensificazione delle campagne di vaccinazione e di programmi per la salute, e l'espansione degli indici scolastici e culturali della scuola. Grazie a tutto questo, Poá venne considerata nel 2008 dal giornale Gazeta Mercantil come la città più dinamiche, 213° in Brasile, 79° tra i 645 contee, e il 1° tra i comuni della Tietê superiore.

## Economia
Nel 2010, secondo una previsione, si stimò che l'indice di potenziale consumo del comune poteva raggiungere 1,4 miliardi di $. In base al CPI, il comune può contribuire, per ogni 100 $ spesi in tutto il Brasile, esattamente per 6,408 cent. Ciò pone la città in 74ª posizione in classifica dello Stato. La città è composta da 32.623 famiglie e 31.813 vetture. Nel 2010 il reddito pro capite dell'area urbana della città era di $ 12.460.

### I settori dell'economia

#### Industriale
Dopo aver ricevuto il riconoscimento di località termale, e dopo aver vietato dal 1970 l'installazione di industrie inquinanti, la città iniziò ad adattarsi ad una legislazione ambientale più rigida, soprattutto per aiutare a preservare le acque sotterranee della città. Questo cambiamento ha condotto alla creazione di alcune attività industriali più rispettose dell'ambiente, anche se vi sono industrie di grandi dimensioni, tra le quasi 200 presenti nel suo territorio.
Per esempio: l'azienda Copertina Ibar, che realizzi articoli in materiale refrattario si stabilì nel comune cinque anni prima dell'emancipazione industriale, così come la Inducabus, produttrice di cavi elettrici, e la controllata brasiliana della multinazionale Aunde, azienda che produce tessuti per auto. Insieme, la Ibar e la Aunde occupano quasi la metà del Viana Calmon. Il quartiere che è venuto a formarsi tra i due settori venne ribattezzato Vila Ibar. 

#### Shopping
Le vie dello shopping sono la strada 26 marzo,  e l'Avenue 9 luglio. Si trovano in centro, i migliori alloggi, e il maggior numero di banche. Sono presenti altri corridoi commerciali, come l'Avenue Lucas Nogueira Garcez, e l'Avenida Getulio Vargas. Si stima che vi siano circa 2.000 installazioni commerciali.

#### Servizi
I servizi è il settore dell'economia più sviluppato della città, settore che sfrutta diverse leggi di incentivazione fiscale: tra loro vi sono alcune utili ad attrarre le imprese, come per esempio quella atta a ridurre la tassa sui servizi (ISS), molto più bassa rispetto alla maggior parte delle città brasiliane. Mentre la vicina San Paolo, città che concentra la maggior parte delle società di servizi del Brasile, applica una tassa sugli oneri con una percentuale del 5%, a Poá la tassa raggiunge il 2%. A Poá sono presenti più di 20.000 fornitori di servizi, tra cui spiccano la partecipazione di Banco Safra, la Safra Leasing, e il Banco Itau, Itau e Banco Consorzio Amministrato Itaucard, entrambi situati a Vila das Acacias, e la filiale di San Paolo della TMKT, una società di telemarketing.